# Armstrong Siddeley Genet Major
Armstrong Siddeley Genet Major — британский поршневой авиадвигатель воздушного охлаждения, разработанный в 1928 году. Первоначально 5-цилиндровый, на последующих модификациях количество цилиндров было доведено до 7.
Как и предшественник, Genet, использовался на лёгких спортивных и учебных самолётах, а также на нескольких моделях автожиров испанского изобретателя Хуана де ла Сьервы.
7-цилиндровый вариант, использовавшийся в британских Королевских ВВС, получил название Civet I. Подобно предыдущему AS Genet, он также получил название по одной из разновидностей хищников, цивете.

## Модификации и применение

### Genet Major I
Genet Major I — 5-цилиндровый двигатель мощностью 105 л.с., сходный с Genet I, но с увеличенными диаметром цилиндра и ходом поршня.
- Avro Avian
- Avro 619 Five
- Avro 624 Six
- Avro 638 Club Cadet
- Cierva C.19
- Civilian Coupé
- Saro Cutty Sark
- Southern Martlet
- Westland IV

### Genet Major 1A (Civet I)

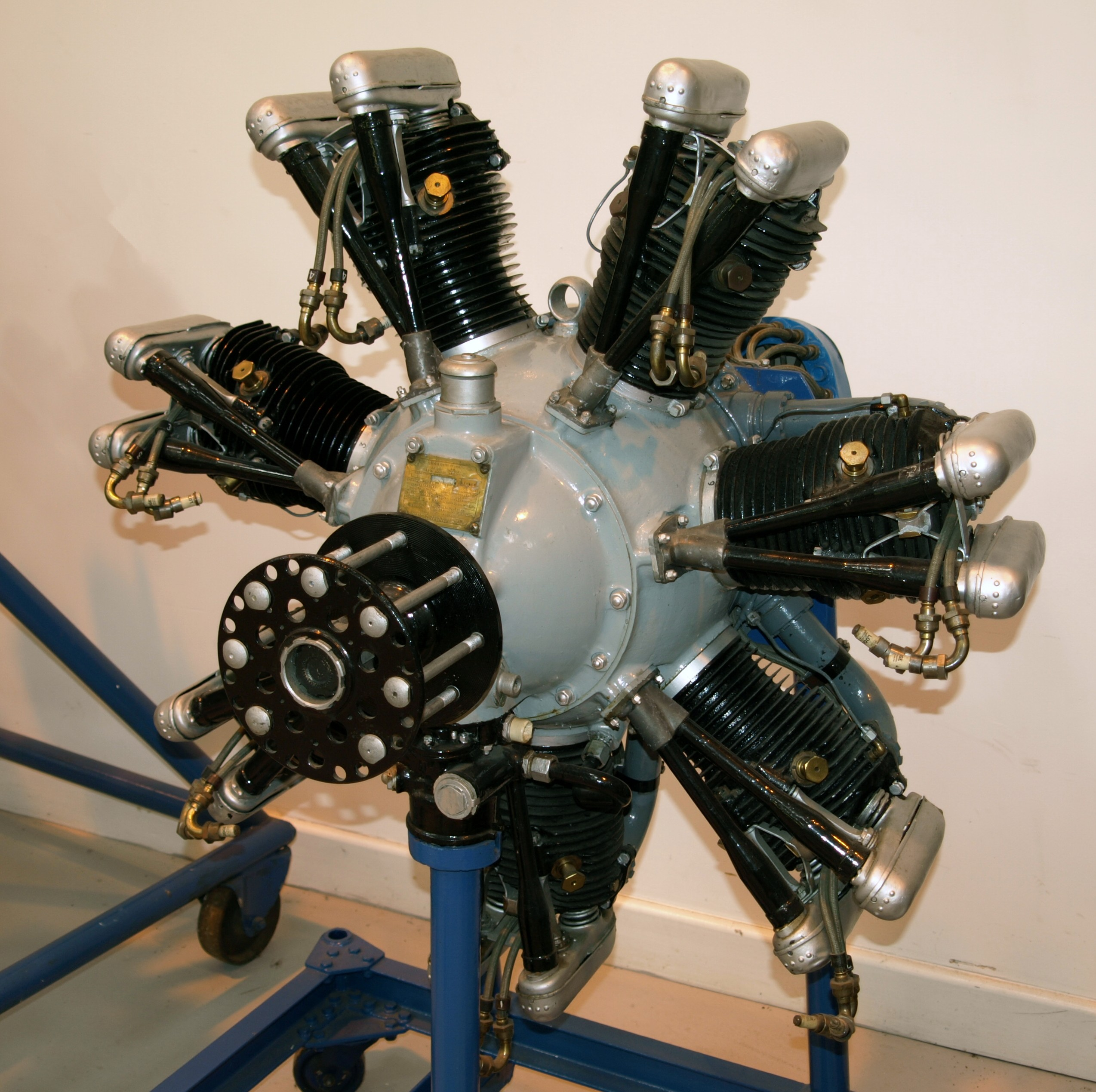
Armstrong Siddeley Civet

Genet Major 1A (именовавшийся в Королевских ВВС Civet I) — развитие Genet Major I, 7-цилиндровый двигатель мощностью 145 л.с.
- Avro Avian
- Avro Cadet
- Avro Rota
- Cierva C.30A
- RWD-6 (конкретная модификация неизвестна)
- Saro Cutty Sark
- SEA-1
- Westland Wessex

### Genet Major III
Подобен Genet Major IA, но с литыми клапанными коробками цилиндров.

### Genet Major IV
Вариант Genet Major IA A c редуктором привода пропеллера, 160 л.с.
- ANBO-V

## Сохранившиеся двигатели
Двигатель Genet Major установлен на лётнопригодном Southern Martlet (G-AAYX), принадлежащем Собранию Шаттлуорта (Олд Уорден, Бедфордшир), в летние месяцы на нём выполняются демонстрационные полёты.

### Экспозиция в музеях
- Музей королевских военно-воздушных сил (Косфорд) (Genet Major IA).[3]
- Музей польской авиации, Краков (Genet Major IV).[4]
- Музей авиационного наследия (Западная Австралия) (пригород Перта Булл-Крик).[5]